# Jonny May
Jonathan James „Jonny“ May (* 1. April 1990 in Swindon) ist ein englischer Rugby-Union-Spieler. Er spielt als Außendreiviertel für die englische Nationalmannschaft und die Leicester Tigers.

## Kindheit und Ausbildung
May spielte für die U20-Nationalmannschaft Englands und war Teil der Akademie Gloucesters.

## Karriere

### Verein
May spielte erstmals 2011 in der English Premiership für Gloucester Rugby. In seiner zweiten Saison erzielte er zehn Versuche in elf Spielen. In der Spielzeit 2014/15 gewann er mit Gloucester den European Rugby Challenge Cup. 2017 zog man erneut in das Finale ein, verlor aber gegen Stade Français. Anschließend wechselte er zu den Leicester Tigers.

### Nationalmannschaft
May gab sein Nationalmannschaftsdebüt im Juni 2013 gegen Argentinien. Seinen ersten Versuch erzielte er im November 2014 gegen Neuseeland. 2015 wurde er für die Weltmeisterschaft nominiert, wo er in drei Vorrundenspielen zum Einsatz kam und dabei einen Versuch erzielte. 2017 gewann er mit England die Six Nations. 2019 wurde England Zweiter, May erzielte sechs Versuche und war damit Topscorer des Turniers. Im selben Jahr wurde er für seine zweite WM nominiert.